# Eufonium

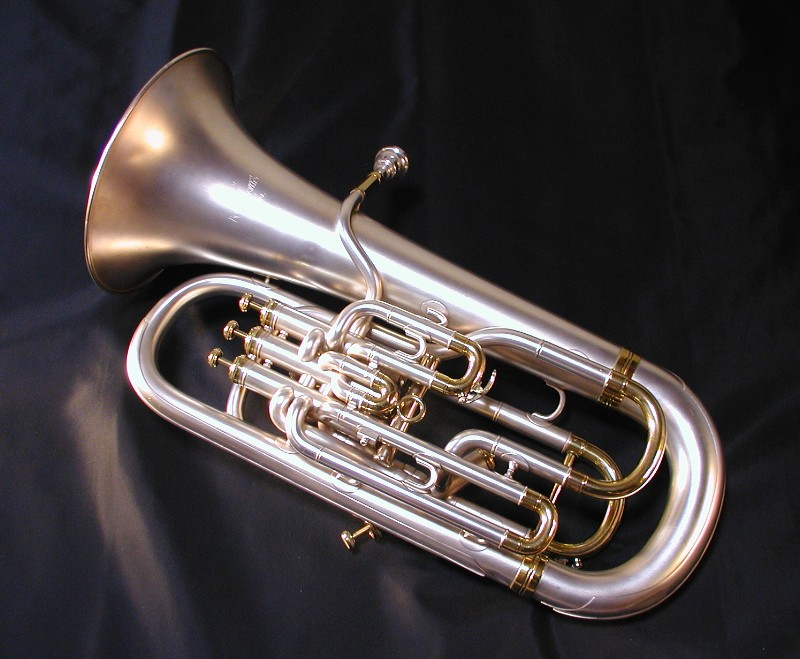
Eufonium

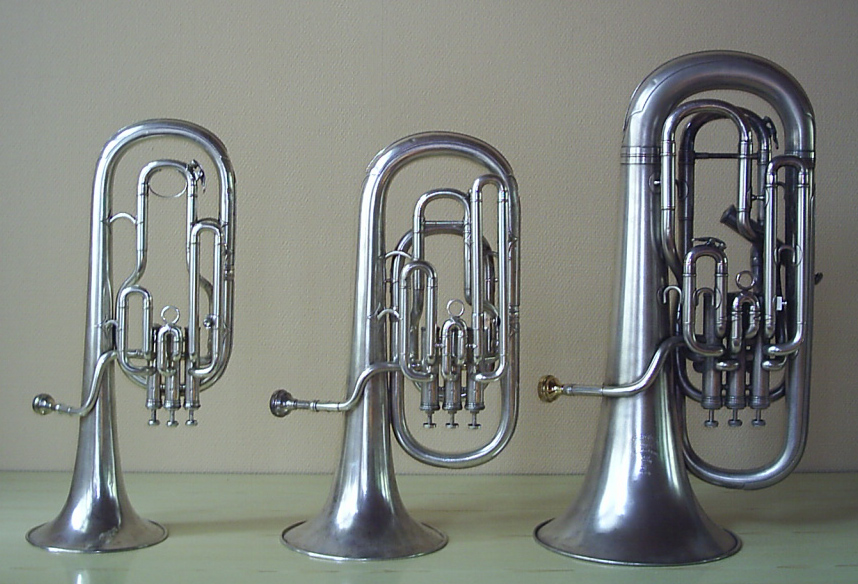
från vänster: Althorn, Baryton och Eufonium

Eufonium (även skrivet euphonium) är ett bleckblåsinstrument. Det är tenormedlemmen i tubafamiljen. 
Liksom bastuban har eufoniet en borrning som ökar konstant i storlek från ventildelen till klockstycket, så kallad konisk borrning, till skillnad från cylindriskt borrade instrument som bibehåller en konstant diameter på röret under en större del av instrumentets totala längd. Därför har eufoniet en rundare klang än trombonen trots att de spelar i samma tonregister. Förhållandet i fråga är analogt med det mellan kornett och trumpet. 
Vanligen har ett eufonium fyra ventiler. Varje ventil ökar längden av luftpelaren genom instrumentet när den trycks ned, beroende på längden av stämbygeln i anslutning till densamma. 
Rangordningen av längderna på dessa stämbyglar från den kortaste till den längsta är 2, 1, 3, 4 (det vill säga att den första bygeln är näst kortast och så vidare).
Stämbygeln till den fjärde ventilen är ungefär lika lång som den första och tredje bygeln tillsammans. Den fjärde ventilen existerar för att den är något mer stämd i vissa sammanhang än kombinationen av första och tredje ventilen tillsammans. Den fjärde ventilen tillåter också musikern att spela i det lägre registret, genom att addera mer bygel än det vanliga treventilsinstrumentet gör. Vissa eufonier är också utrustade med ett "kompenserande system" bestående av extra rör som kopplas in vid nedtryckning av vissa ventilkombinationer. Ett sådant system förbättrar både stabiliteten av instrumentets tonbildning i det lägre registret och tillåter spel i det registret med en mera konventionell fingersättning.
Instrument som liknar eufonium är amerikansk barytonhorn, brittiskt barytonhornt
(vilket eftersom det är ett saxhorn är mer cylindriskt och trombonlikt än det amerikanska barytonhornet) samt tyskt barytonhorn och tenorhorn. Alla dessa har sitt ursprung i serpenten. Ett unikt amerikanskt instrument var eufonium med dubbla klockstycken, vilket hade ett andra mindre klockstycke och en extra ventil som lät musikern använda det mindre klockstycket istället för det större vanliga klockstycket. Det andra mindre klockstycket hade ett mer trombonlikt ljud.
Eufoniet används oftast i olika blåsensembler såsom symfonisk blåsorkester, brassband
och militärorkestrar, där det ofta används som soloinstrument. Instrumentet har en dominerande roll i många marscher, till exempel i dem som John Philip Sousa skrev.
Instrumentet används idag också ofta i olika brassensembler. Eftersom instrumentet är skapat så sent som på tidigt 1800-tal återfinns det normalt sett inte i moderna symfoniorkestrar. Bara i vissa verk har kompositören använt sig av ett eufonium (eller en tenortuba). Exempel på sådana verk är Gustav Holsts "Planeterna" och Gustav Mahlers sjunde symfoni.
Namnet eufonium kommer från det grekiska ordet eufonion som betyder välljudande.